# 遥か (スピッツの曲)
「遥か」（はるか）は、日本のロックバンド・スピッツの楽曲。2001年5月16日にユニバーサルミュージックより通算23作目のシングルとして発売された。レーベルはポリドール。初回盤のみ表面パラレル加工のスリーブケース仕様。

## 概要
TBS系ドラマ東芝日曜劇場『Love Story』主題歌。楽曲自体は6thアルバム『ハチミツ』（1995年）の頃に原型が出来ていた。9枚目のアルバム『ハヤブサ』（2000年）と同じく、石田小吉（現:石田ショーキチ）プロデューサー、寺田康彦エンジニアを迎えてレコーディングされた。タイアップの関係上、スピッツではこの曲のみ音楽出版社はバーニングパブリッシャーズとなっている。2001年6月に第29回ザテレビジョンドラマアカデミー賞 主題歌賞を受賞。CD発売に先行して、実験的なダウンロード販売が行われた（2001年5月1日〜7月31日にインターネット・キヨスク端末にて1曲300円で販売）。
カップリングにはセルフプロデュース作品「船乗り」を収録している。1999年秋に日本でレコーディング後、マイアミでミックスダウンされた音源である。

## 収録曲
全作詞、作曲／草野正宗
1. 遥か（編曲／スピッツ&石田小吉）
収録アルバム：『三日月ロック』（album mixとして収録）、『CYCLE HIT 1997-2005 Spitz Complete Single Collection』
2. 船乗り（編曲／スピッツ）
収録アルバム：『色色衣』

## 参加ミュージシャン
遥か
- 草野マサムネ - Vocals, Guitars
- 三輪テツヤ - Guitars
- 田村明浩 - Bass Guitar
- 﨑山龍男 - Drums, Percussion
- クジヒロコ- Organ
- 石田小吉- Synthesizer, Programming

船乗り
- 草野マサムネ - Vocals, Harmonica
- 三輪テツヤ - Guitars
- 田村明浩 - Bass Guitar
- 﨑山龍男 - Drums, Percussion